# Robert Redford
Charles Robert Redford Jr. (Santa Monica, 18 agosto 1936) è un attore, regista e produttore cinematografico statunitense.
Nel 1990, insieme con l'amico regista Sydney Pollack, ha fondato il Sundance Film Festival. Nel corso della sua lunga carriera ha ricevuto due premi Oscar: uno nel 1981 come miglior regista per Gente comune e uno alla carriera nel 2002; inoltre è stato candidato altre tre volte per La stangata (1973) come miglior attore e per Quiz Show come miglior regista e miglior film. Nel 2017 gli è stato conferito il Leone d'oro alla carriera.

## Biografia
Di origini inglesi, scozzesi, irlandesi e corniche, nato nel distretto di Santa Monica (California), Redford cresce nel quartiere spagnolo nella parte ovest della città. La madre Marta W. Hart, figlia dei texani Archibald Hart e Sallie Pate Green, era una casalinga, mentre suo padre Charles Robert Redford, Sr. era un lattaio e ragioniere di origine irlandese, molto religioso, figlio di Charles Elia Redford e Lena Taylor. Ha un fratello, William, nato dal secondo matrimonio del padre. Durante gli anni cinquanta il padre lavora come contabile per l'industria Standard Oil e la famiglia si trasferisce in un quartiere della classe media nella San Fernando Valley. Poco tempo dopo, a sua madre viene diagnosticato un cancro. Redford attraversa a quei tempi un periodo di ribellione. Ciò nonostante ama raccontare storie e disegnare. Un'escursione al parco nazionale di Yosemite fa nascere in lui un intenso amore per la natura, che influenzerà molti suoi film.
Nel 1955 sua madre muore a soli 41 anni d'età. Redford abbandona gli studi nel 1956 e parte per l'Italia e per la Francia, per provare la vita bohèmienne di un artista. Deluso, rientra a Los Angeles nel 1957 e comincia a bere smodatamente. Quello stesso anno conosce Lola Van Wagenen, una diciassettenne universitaria dello Utah che abita nel suo stesso palazzo, con la quale inizia una relazione che ha un'influenza positiva su di lui. Smette di bere e nel 1958 si iscrive al Prat Institut di New York per studiare arte. Nasce il suo interesse per la sceneggiatura e segue il consiglio di studiare recitazione per saperne di più sul teatro. Non era mai stato attratto dal mestiere di attore, ma l'esperienza fatta gli piace.

### Televisione
Nel 1958 uno dei suoi professori gli affida il suo primo ruolo a Broadway. Nel 1960 comincia a lavorare in televisione, nella serie antologica Playhouse 90 e nella serie western The Deputy, e successivamente in Perry Mason, Alfred Hitchcock presenta e Ai confini della realtà.

### Cinema

#### Anni sessanta

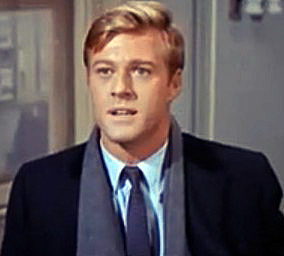
Robert Redford in una scena di A piedi nudi nel parco (1967)

Nel 1962 fa il suo debutto cinematografico con Caccia di guerra di Denis Sanders, dove recita accanto a John Saxon, cui segue Situazione disperata ma non seria (1965) di Gottfried Reinhardt, con Alec Guinness. Successivamente interpreta film di buon successo: tra questi Lo strano mondo di Daisy Clover (1965) di Robert Mulligan, al fianco di Natalie Wood, che gli fa ottenere un Golden Globe come miglior attore debuttante, La caccia (1966) di Arthur Penn, dove recita accanto a Marlon Brando, James Fox e Jane Fonda, Questa ragazza è di tutti (1966), ancora in coppia con la Wood, che segna l'inizio della collaborazione tra Redford e Sydney Pollack, e A piedi nudi nel parco (1967) di Gene Saks, ove ritrova la Fonda e un ruolo che aveva già interpretato a Broadway. Ma è nel 1969 che si fa notare a livello internazionale, interpretando, insieme a Paul Newman, Butch Cassidy di George Roy Hill. Il film ottiene numerosi elogi dalla critica e ottimi incassi, diventando così uno dei migliori film western di sempre. Il film segna anche l'inizio dell'amicizia tra Redford e Newman.

#### Anni settanta
Negli anni seguenti arrivano Corvo rosso non avrai il mio scalpo! (1972) di Sydney Pollack e Il candidato (1972) di Michael Ritchie, dove ottiene nuovamente critiche positive. L'anno seguente vede Redford protagonista di due film che entreranno a far parte della storia del cinema: Come eravamo (1973), ancora di Pollack e in cui Redford divide lo schermo con Barbra Streisand, storia di due giovani che decidono di lasciarsi a causa delle incomprensioni tra di loro, e La stangata, dove torna a lavorare con Paul Newman, successo mondiale che guadagna ben sette premi Oscar (tra cui miglior film e miglior regia), e grazie al quale Redford ottiene la sua prima e unica candidatura come miglior attore protagonista nel 1974.
In seguito interpreta Il grande Gatsby (1974), tratto dall'omonimo romanzo di Francis Scott Fitzgerald, il thriller I tre giorni del Condor (1975) e Tutti gli uomini del presidente (1976) di Alan J. Pakula, sul famoso Scandalo Watergate, in cui interpreta, insieme a Dustin Hoffman, uno dei due giornalisti che diedero inizio a questo scandalo. Il film ottiene vari riconoscimenti e premi cinematografici, tra cui anche otto candidature agli Oscar del 1977, tra cui miglior film e miglior regia. Verso la fine del decennio, Redford è nel cast del film Quell'ultimo ponte (1977) di Richard Attenborough e torna a lavorare per la quinta volta con il regista Sydney Pollack in Il cavaliere elettrico (1979), anche se il film si rivela un fiasco sia di pubblico che di critica.

#### Da attore a regista

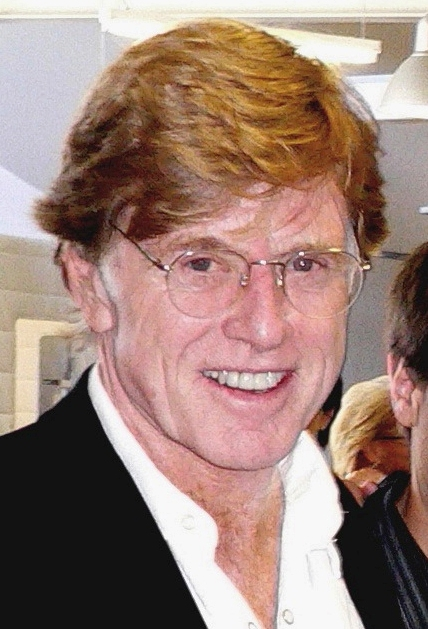
Robert Redford nel 2005

Come regista, Redford segue un percorso artistico che gli vale il riconoscimento di critica e pubblico. Nel 1980 inizia con Gente comune, che ottiene critiche molto buone e successo di incassi, il film lo porterà poi a vincere il premio Oscar al miglior regista. Redford dirige anche Milagro, un film bucolico e fantastico, in cui si riflette il suo amore per la natura e la vita rustica, che però non ha un successo significativo. Nel 1992 dirige In mezzo scorre il fiume, che tratta del dialogo tra genitori e figli, un tema ricorrente nella sua vita, seguito poi da Quiz Show, che ottiene buone critiche nonostante uno scarso successo ai botteghini; gli varrà la sua seconda candidatura agli Oscar come miglior regista.
Nel 1993 interpreta un affascinante miliardario in Proposta indecente di Adrian Lyne, con Demi Moore e Woody Harrelson. Nel 1998 dirige L'uomo che sussurrava ai cavalli, basato sul romanzo di Nicholas Evans; nel 2000 è la volta di La leggenda di Bagger Vance, seguito nel 2007 da Leoni per agnelli, nel 2010 da The Conspirator e, infine, nel 2012 da La regola del silenzio - The Company You Keep. Nel 2014 interpreta il cattivo Alexander Pierce nel film Captain America: The Winter Soldier, ruolo poi ripreso cinque anni dopo in Avengers: Endgame.
Nel novembre 2016 Redford annuncia il suo ritiro come attore, dopo aver terminato i film Le nostre anime di notte e Old Man & the Gun, per dedicarsi solamente alla regia. Nel 2017 presenta Le nostre anime di notte fuori concorso alla Mostra internazionale d'arte cinematografica di Venezia, di cui è protagonista assieme all'amica e collega Jane Fonda. La pellicola narra la storia d'amore di due vedovi ottantenni. Inoltre entrambi gli attori ricevono il Leone d'oro alla carriera.
Il 7 agosto 2018, annuncia il ritiro dalle scene.
Nel 2011 esce la biografia di Michael Feeney Callan e Mark Deakins in audiolibro su CD. Il libro su Robert Redford, di Michael Feeney Callan quale unico autore, uscirà poi nel 2012 in Inghilterra. L'edizione francese, del 2022, è recensita su Madame Figaro. Qui la biografia dell'attore è individuata nella trasformazione di un adolescente di famiglia povera, quasi un delinquente, lettore accanito, in un artista. Percorso incerto che, scrive la giornalista, ha fatto pensare a quello di Patty Smith in Just kids

## Vita privata
Nel 1958 si sposa con Lola Van Wagenen e l'anno seguente nasce il figlio Scott, che muore improvvisamente due mesi dopo per una sindrome letale infantile. Ha avuto altri due figli: Shauna e James, quest'ultimo morto di tumore nel 2020 . La terza figlia, Amy, nasce nel 1970. Nel 1985 divorzia dalla moglie.
Nel 2009 sposa l'artista tedesca Sibylle Szaggars.
È sostenitore del Partito Democratico. In un'intervista del novembre 2007 alla CNN, tuttavia, afferma di non essere più interessato alla politica nazionale, bensì a quella locale.

## Attivismo
Nel 1977 Redford scrive un libro di denuncia sull'espansione statunitense verso ovest, The Outlaw Trail. Combatte con successo contro la costruzione di una centrale elettrica nello Utah. Nel 2013 prende parte come interprete ad alcuni spot televisivi per l'organizzazione di protezione ambientale Natural Resources Defense Council, in cui viene chiesto al presidente degli Stati Uniti Barack Obama di adottare misure per ridurre le emissioni di gas serra. Sostiene anche l'azione contro il riscaldamento globale sul suo blog all'Huffington Post. Redford ha fatto parte del comitato consultivo dell'organizzazione per la conservazione marina Sea Shepherd e ha prodotto la serie di documentari Ocean Warriors, in cui viene mostrato come Sea Shepherd e altre organizzazioni di protezione ambientale si battono per porre fine alla pesca illegale.

## Il Sundance Institute e il Sundance Film Festival
Redford ha creato nel 1981 un importante istituto cinematografico, il Sundance Institute, nelle sue proprietà nello Utah. Il nome è dovuto a quello del suo personaggio nel film Butch Cassidy, ovvero "Sundance Kid". Porta avanti quest'impresa nonostante l'assenza di appoggi. Il suo istituto sovvenziona nuove promesse del cinema con spese pagate per 4 settimane, fornisce professori, materiale tecnico e consulenza di grandi professionisti. All'istituto è collegato il celebre Sundance Film Festival, che ha scoperto e lanciato numerosi registi indipendenti come Quentin Tarantino, Kevin Smith, Robert Rodriguez, Jim Jarmusch, Darren Aronofsky, Christopher Nolan e James Wan.

## Filmografia

### Attore

#### Cinema
- In punta di piedi (Tall Story) regia di Joshua Logan (1960) - non accreditato
- Caccia di guerra (War Hunt), regia di Denis Sanders (1962)
- Situazione disperata ma non seria (Situation Hopeless... But Not Serious), regia di Gottfried Reinhardt (1965)
- Lo strano mondo di Daisy Clover (Inside Daisy Clover), regia di Robert Mulligan (1965)
- La caccia (The Chase), regia di Arthur Penn (1966)
- Questa ragazza è di tutti (This Property Is Condemned), regia di Sydney Pollack (1966)
- A piedi nudi nel parco (Barefoot in the Park), regia di Gene Saks (1967)
- Butch Cassidy (Butch Cassidy and the Sundance Kid), regia di George Roy Hill (1969)
- Ucciderò Willie Kid (Tell Them Willie Boy Is Here), regia di Abraham Polonsky (1969)
- Gli spericolati (Downhill Racer), regia di Michael Ritchie (1969)
- Lo spavaldo (Little Fauss and Big Halsy), regia di Sidney J. Furie (1970)
- La pietra che scotta (The Hot Rock), regia di Peter Yates (1972)
- Il candidato (The Candidate), regia di Michael Ritchie (1972)
- Corvo rosso non avrai il mio scalpo! (Jeremiah Johnson), regia di Sydney Pollack (1972)
- Come eravamo (The Way We Were), regia di Sydney Pollack (1973)
- La stangata (The Sting), regia di George Roy Hill (1973)
- Il grande Gatsby (The Great Gatsby), regia di Jack Clayton (1974)
- Il temerario (The Great Waldo Pepper), regia di George Roy Hill (1975)
- I tre giorni del Condor (Three Days of the Condor), regia di Sydney Pollack (1975)
- Tutti gli uomini del presidente (All the President's Men), regia di Alan J. Pakula (1976)
- Quell'ultimo ponte (A Bridge Too Far), regia di Richard Attenborough (1977)
- Il cavaliere elettrico (The Electric Horseman), regia di Sydney Pollack (1979)
- Brubaker, regia di Stuart Rosenberg (1980)
- Il migliore (The Natural), regia di Barry Levinson (1984)
- La mia Africa (Out of Africa), regia di Sydney Pollack (1985)
- Pericolosamente insieme (Legal Eagles), regia di Ivan Reitman (1986)
- Havana, regia di Sydney Pollack (1990)
- I signori della truffa (Sneakers), regia di Phil Alden Robinson (1992)
- Proposta indecente (Indecent Proposal), regia di Adrian Lyne (1993)
- Qualcosa di personale (Up Close & Personal), regia di Jon Avnet (1996)
- L'uomo che sussurrava ai cavalli (The Horse Whisperer), regia di Robert Redford (1998)
- Il castello (The Last Castle), regia di Rod Lurie (2001)
- Spy Game, regia di Tony Scott (2001)
- In ostaggio (The Clearing), regia di Pieter Jan Brugge (2004)
- Il vento del perdono (An Unfinished Life), regia di Lasse Hallström (2005)
- Leoni per agnelli (Lions for Lambs), regia di Robert Redford (2007)
- La regola del silenzio - The Company You Keep (The Company You Keep), regia di Robert Redford (2012)
- All Is Lost - Tutto è perduto (All Is Lost), regia di J.C. Chandor (2013)
- Captain America: The Winter Soldier, regia di Anthony e Joe Russo (2014)
- A spasso nel bosco (A Walk in the Woods), regia di Ken Kwapis (2015)
- Truth - Il prezzo della verità (Truth), regia di James Vanderbilt (2015)
- Il drago invisibile (Pete's Dragon), regia di David Lowery (2016)
- La scoperta (The Discovery), regia di Charlie McDowell (2017)
- Le nostre anime di notte (Our Souls at Night), regia di Ritesh Batra (2017)
- Old Man & the Gun (The Old Man & the Gun), regia di David Lowery (2018)
- Avengers: Endgame, regia di Anthony e Joe Russo (2019) - cameo

#### Televisione
- Captain Brassbound's Conversion – film TV (1960)
- The Iceman Cometh – film TV (1960)
- Maverick – serie TV, episodio 3x23 (1960)
- Rescue 8 – serie TV, episodio 2x28 (1960)
- Alfred Hitchcock Presenta (Alfred Hitchcock presents) – serie TV, episodio 7x11 (1961)
- The New Breed – serie TV, episodio 1x11 (1961)
- The Americans – serie TV, episodio 1x16 (1961)
- Whispering Smith – serie TV, episodio 1x02 (1961)
- Bus Stop – serie TV, episodio 1x04 (1961)
- L'ora di Hitchcock (The Alfred Hitchcock Hour) – serie TV, episodi 1x01-1x18 (1962-1963)
- Ai confini della realtà (The Twilight Zone) – serie TV, episodio 3x16 (1962)
- Gli intoccabili (The Untouchbles) – serie TV, episodio 4x15 (1963)
- Il virginiano (The Virginian) – serie TV, episodio 2x05 (1963)
- The Dick Powell Show – serie TV, episodio 2x28 (1963)
- La parola alla difesa (The Defenders) – serie TV, episodio 4x10 (1964)

### Doppiatore
- In mezzo scorre il fiume (A River Runs Through It), regia di Robert Redford (1992) - narratore
- La tela di Carlotta (Charlotte's Web), regia di Gary Winick (2006)
- Earth - Un giorno straordinario (Earth: One Amazing Day), regia di Richard Dale e Peter Webber – documentario (2017)
- Buttons, regia di Tim Janis (2018) - narratore
- Omniboat: A Fast Boat Fantasia, regia di Hannah Fidell (2020)

### Regista
- Gente comune (Ordinary People) (1980)
- Milagro (The Milagro Beanfield War) (1988)
- In mezzo scorre il fiume (A River Runs Through It) (1992)
- Quiz Show (1994)
- L'uomo che sussurrava ai cavalli (The Horse Whisperer) (1998)
- La leggenda di Bagger Vance (The Legend of Bagger Vance) (2000)
- Leoni per agnelli (Lions for Lambs) (2007)
- The Conspirator (2010)
- La regola del silenzio - The Company You Keep (The Company You Keep) (2012)

### Produttore
- A spasso nel bosco (A Walk in the Woods), regia di Ken Kwapis (2015)
- Le verità sospese (The Adderall Diaries), regia di Pamela Romanowsky (2015)
- La storia del West (The American West), regia di John Ealer – documentario, 8 episodi (2016)
- Le nostre anime di notte (Our Souls at Night), regia di Ritesh Batra (2017)
- Old Man & the Gun, regia di David Lowery (2018)
- The Mustang, regia di Laure de Clermont-Tonnerre (2019)
- The fight for america’s public lands - film di Patagonia films (2020)
- Dark Winds – serie TV, 6 episodi (2022)

## Riconoscimenti
- Premio Oscar
  - 1974 – Candidatura al miglior attore protagonista per La stangata
  - 1981 – Miglior regista per Gente comune
  - 1995 – Candidatura al miglior film per Quiz Show
  - 1995 – Candidatura al miglior regista per Quiz Show
  - 2002 – Oscar alla carriera
- Golden Globe
  - 1966 – Golden Globe per il miglior attore debuttante per Lo strano mondo di Daisy Clover
  - 1975 – Henrietta Award
  - 1977 – Henrietta Award
  - 1978 – Henrietta Award
  - 1981 – Golden Globe per il miglior regista per Gente comune
  - 1993 – Candidatura al miglior regista per In mezzo scorre il fiume
  - 1994 – Golden Globe alla carriera
  - 1995 – Candidatura al miglior regista per Quiz Show
  - 1999 – Candidatura al miglior regista per L'uomo che sussurrava ai cavalli
  - 2014 – Candidatura al miglior attore in un film drammatico per All Is Lost - Tutto è perduto
  - 2019 – Candidatura al miglior attore in un film commedia o musicale per Old Man & the Gun
- BAFTA
  - 1971 – Miglior attore protagonista per Butch Cassidy, Gli spericolati e Ucciderò Willie Kid
- David di Donatello
  - 1974 – Miglior attore straniero per La stangata (ex aequo con Al Pacino per Serpico)
  - 1986 – Candidatura al miglior attore straniero per La mia Africa
- Mostra internazionale d'arte cinematografica
  - 2017 – Leone d'oro alla carriera

## Onorificenze

### Onorificenze statunitensi
Il 17 novembre 2016 gli è stata conferita la Medaglia Presidenziale della Libertà, che ha ricevuto il 22 novembre da parte del presidente Barack Obama.

### Onorificenze straniere
Il 14 ottobre 2010 è stato insignito a Parigi con la Legion d'onore, la massima onorificenza della Repubblica francese, ricevuta in una cerimonia privata dalle mani del presidente francese Nicolas Sarkozy.

## Doppiatori italiani
Nelle versioni in italiano dei suoi film, Robert Redford è stato doppiato da:
- Cesare Barbetti in Caccia di guerra, L'ora di Hitchcock, Situazione disperata ma non seria, Lo strano mondo di Daisy Clover, Questa ragazza è di tutti, A piedi nudi nel parco, Butch Cassidy, La pietra che scotta, Come eravamo, La stangata, Il grande Gatsby, Il temerario, I tre giorni del condor, Tutti gli uomini del presidente, Quell'ultimo ponte, Il cavaliere elettrico, Brubaker, Il migliore, La mia Africa, Pericolosamente insieme, Havana, I signori della truffa, Proposta indecente, Qualcosa di personale, L'uomo che sussurrava ai cavalli, Il castello, Spy Game, In ostaggio, Il vento del perdono
- Gino La Monica in La regola del silenzio - The Company You Keep, All Is Lost - Tutto è perduto, A spasso nel bosco, Truth - Il prezzo della verità, La scoperta, Old Man & the Gun
- Michele Kalamera in Ucciderò Willie Kid, Gli spericolati, Il candidato, Corvo rosso non avrai il mio scalpo!
- Ugo Pagliai in Captain America: The Winter Soldier, Il drago invisibile, Le nostre anime di notte, Avengers: Endgame
- Massimo Turci in Alfred Hitchcock presenta, La caccia
- Luciano Melani in Lo spavaldo
- Federico Danti in Ai confini della realtà (doppiaggio tardivo)
- Adalberto Maria Merli in Leoni per agnelli

Da doppiatore è sostituito da:
- Cesare Barbetti in In mezzo scorre il fiume
- Renzo Stacchi in La tela di Carlotta
- Diego Abatantuono in Earth - Un giorno straordinario